# Aminata Mbengue Ndiaye
Pour les articles homonymes, voir Ndiaye et Mbengue.
Aminata Mbengue Ndiaye  est une femme politique sénégalaise qui a dirigé plusieurs ministères.
De novembre 2019 au 4 septembre 2024 , elle fut la présidente du Haut Conseil des Collectivités territoriales (HCCT).

## Biographie
Dans les années 1960 et 1970, Aminata Mbengue Ndiaye pratique plusieurs sports. Elle est championne du Sénégal du lancer du poids et dispute également les Jeux afro-latino-américains. Elle joue également dans des sports collectifs, évoluant en équipe du Sénégal féminine de basket-ball et pratiquant le handball et le volley-ball.
Elle est ministre de la Femme, de l'Enfant et de la Famille et ministre du Développement social et de la Solidarité nationale de 1994 à 2000, sous la présidence d'Abdou Diouf, au sein des gouvernements Thiam II et III. Aminata Tall lui succède à ce poste.
De 2009 à 2014, elle est maire de la ville de Louga (Nord-Ouest du Sénégal).
Elle est présidente du mouvement des femmes du Parti socialiste (PS). En 2012, elle est nommée ministre de l'Élevage dans le gouvernement Mbaye.
Le 2 novembre 2019, le président Macky Sall la nomme présidente du Haut Conseil des Collectivités territoriales (HCCT) à la suite du décès en juillet d'Ousmane Tanor Dienget en sera démis le 4 septembre 2024 par décret du président Bassirou Diomanyé Faye.